# Círculo de Periodistas Deportivos del Uruguay
Círculo de Periodistas Deportivos del Uruguay es una institución que nuclea a los periodistas de deporte uruguayos. Ubicado en la calle Río Negro 1165 entre Canelones y Maldonado, en Montevideo. Fue fundado el 13 de febrero de 1942.

## Historia
Encargados de otorgar el Premio Charrúa, marca registrada propiedad del Círculo de Periodistas Deportivos del Uruguay, a los mejores deportistas en todas las disciplinas deprotivas federadas con actividad regular. El premio principal es el Premio Charrúa de Oro otorgado al mejor deportista del año en Uruguay. También entrega cuatro Charrúas de Plata: al Mejor Deportista uruguayo en el Exterior; A la Mejor performance en el Extranjero; a la Hazaña Deportiva y a la Revelación Deportiva. 
Su Presidente es Ernesto Ortiz Gómez.